# Alice Connor
Alice Connor (født 2. august 1990 i Buckinghamshire) er en engelsk skuespillerinde. Hun startede med skuespil i en ganske ung alder da hun optrådte i mange episoder af Fun Song Factory. Alice har også spillet den unge Posh Spice i pop-videoen til Spice Girls Mama efter at hun var blevet plukket ud blandt mange børn af Victoria "Posh Spice" selv. Hun har før spillet med blandt andet Art Malik, Kenneth Branagh, Courteney Cox og Heather Graham i "Alien Love Triangle" og med den unge Keira Knightley i "Coming Home".
I 2001 spillede hun med Heath Ledger i A Knight's Tale, og efter det, rollen som Polya i "Crime and Punishment", og efter det spillede hun 'Mia' i barneprogrammet "UgetMe". I 2003 spillede hun rollen som Dolphin på kanalen Channel 4. Serien var fra Jacqueline Wilsons bog "The Illustrated Mum", og Alice spillede med blandt andet Michelle Collins i serien. Fra da af har hun haft stemmen til Mucas i CCBCs program, "Fungus the Bogeyman". Hun spillede også med i "The New Worst Witch" (Den dårligste heks i klassen), som går på CITV i England.
Alice har en ældre bror med navn Tom, som nu studerer skuespil på Film Academy i England, og en ældre søster, Hayley, som studerer på universitetet. Alice selv er akkurat færdig med Ungdomsskoleeksamen (GSEC) og studerer videre på videregående skole.[kilde mangler]